# Elisabeth Isaksson
Elisabeth Isaksson, född 1961, är en svensk glaciolog och geolog som har studerat polarområdenas klimathistoria med hjälp av iskärnor. Hon har även studerat snö- och isföroreningar på den norska ön Svalbard och har deltagit i prisbelönta europeiska projekt om klimatförändringar i Antarktis.

## Utbildning
Isaksson tog examen i geovetenskap vid Umeå universitet 1986. Hon fortsatte med att ta en Fil.lic. från Stockholms universitet och en masterexamen från University of Maine 1991. Med en avhandling om Climatic signals from 76 shallow firn cores in Dronning Maud Land, East Antarctica, blev hon belönad med en doktorsavhandling från Stockholms universitet 1994.

## Karriär
Isaksson var forskarassistent på Antarktisprojekt vid Stockholms universitet (1988–1995), och under arbetet med doktorsavdelningen under Wibjörn Karlén genomförde hon forskning på Kebnekaise, Sveriges högsta berg..
Hon blev glaciolog vid Norsk Polarinstitutt i februari 1995.
Sedan 2001 har hon arbetat med iskärnor från Lomonosovfonna(no) på Svalbard och bidragit till ett antal dokument om klimatförändringar under de senaste 800 åren.
Vid Norska Polarinstitutet har hon bidragit till forskning om klimatförändringar under holocen i Antarktis från is- och marinsedimentkärnor, radioaktivt nedfall över norska territorier och samarbete med Förenta staterna om klimatvariation i östra Antarktis.
Isaksson har varit en nyckelaktör i det europeiska klimatprojektet EPICA Antarktis, ett projekt som fick Descartespriset 2007.
2016 var hon chef för geologi- och geofysikavdelningen på Norska Polarinstitutet.

## Privatliv
År 1990 gifte sig Isaksson med den amerikanska glaciologen Jack Kohler från Philadelphia som också är anställd av Norska Polarinstitutet. De har två barn. Deras bor i Tromsø i norra Norge.